# Jueces 7
Jueces 5 es el quinto capítulo del Libro de los Jueces en el Antiguo Testamento o la Biblia hebrea. Según la tradición judía, el libro fue atribuido al profeta Samuel, pero los eruditos modernos lo consideran parte de la Tradición deuteronómica, que abarca los libros de Deuteronomio a 2 Reyes, atribuidos a escritores nacionalistas y devotamente yahvistas durante la época del rey reformador de Judea Josías en el siglo VII a. C.. Este capítulo recoge las actividades del juez Gedeón, perteneciente a una sección que comprende de Jueces 6 a Jueces 9 y una sección mayor de Jueces 6:1 a Jueces 16:31.

## Texto
Este capítulo fue escrito originalmente en Lengua hebrea. Se divide en 25 Versículos.

### Testigos textuales
Algunos manuscritos antiguos que contienen el texto de este capítulo en hebreo pertenecen a la tradición del Texto Masorético, que incluye el Códice de El Cairo (895), el Códice de Alepo (siglo X) y el Códice Leningradoensis (1008).
Los manuscritos antiguos existentes de una traducción al griego koiné conocida como Septuaginta (originalmente se hizo en los últimos siglos a. C.) incluyen el Codex Vaticanus (B; {\displaystyle {\mathfrak {G}}}B; siglo IV) y Codex Alexandrinus (A; {\displaystyle {\mathfrak {G}}}A; siglo V). 

## Análisis
Un estudio lingüístico de Chisholm revela que la parte central del Libro de los Jueces (Jueces 3:7-16:31) puede dividirse en dos paneles basados en los seis estribillos que afirman que los israelitas hicieron el mal a los ojos de Yahvé:
Primer panel
A 3:7 ויעשו בני ישראל את הרע בעיני יהוה
Y los hijos de Israel hicieron lo malo ante los ojos del SEÑOR (KJV)
B 3:12 ויספו בני ישראל לעשות הרע בעיני יהוה
Y los hijos de Israel volvieron a hacer el mal otra vez ante los ojos del SEÑOR
B 4:1 ויספו בני ישראל לעשות הרע בעיני יהוה
Y los hijos de Israel hicieron el mal otra vez a los ojos del SEÑOR
Panel Dos
A 6:1 ויעשו בני ישראל הרע בעיני יהוה
Y los hijos de Israel hicieron lo malo ante los ojos del SEÑOR
B 10:6 ויספו בני ישראל לעשות הרע בעיני יהוה
Y los hijos de Israel volvieron a hacer el mal otra vez ante los ojos del SEÑOR
B 13:1 ויספו בני ישראל לעשות הרע בעיני יהוה
Y los hijos de Israel volvieron a hacer el mal otra vez ante los ojos del SEÑOR
Además a partir de la evidencia lingüística, los verbos utilizados para describir la respuesta del Señor al pecado de Israel tienen patrones quiasticos y pueden ser agrupados para encajar en la división anterior:
Panel Uno
3:8 וימכרם, «y los vendió», de la raíz מָכַר, makar
3:12 ויחזק, «y fortaleció», de la raíz חָזַק, khazaq
4:2 וימכרם, «y los vendió», de la raíz מָכַר, makar
Panel Dos
6:1 ויתנם, «y él les dio,» de la raíz נָתַן, nathan
10:7 וימכרם, «y los vendió», de la raíz מָכַר, makar
13:1 ויתנם, «y él les dio,» de la raíz נָתַן, nathan
Los capítulos 6 a 9 registran el ciclo Gedeón/Abimelec, que consta de dos partes principales:
1. el relato de Gedeón (6:1-8:32)
2. el relato de Abimelec (8:33-9:57).

El relato de Abimelec es en realidad una secuela del relato de Gedeón, que resuelve una serie de complicaciones originadas en la narración de Gedeón.
En esta narración, por primera vez el llamamiento de Israel a Yahvé fue respondido con una severa reprimenda en lugar de una liberación inmediata, y todo el ciclo aborda la cuestión de la infidelidad y el deterioro religioso.
La narración de Gedeón (6:1-8:32) consta de cinco secciones en líneas concéntricas -existen paralelismos temáticos entre la primera (A) y la quinta (A'), así como entre la segunda (B) y la cuarta (B'), mientras que la tercera sección (C) está sola- que forman un patrón simétrico.
formando un patrón simétrico como el siguiente:
A. Prólogo a Gedeón (6:1-10)
B. El plan de liberación de Dios a través de la llamada de Gedeón: la historia de los dos altares (6:11-32)
B1. El primer altar-llamada y comisión de Gedeón (6:11-24)
B2. El segundo altar-el encargo de limpiar la casa (6:25-32)
C. La lucha personal de Gedeón por la fe (6:33-7:18)
a. El Gedeón dotado del Espíritu moviliza a 4 tribus contra los madianitas, aunque le falta confianza en la promesa de Dios (6:33-35)
b. Gedeón busca una señal de Dios con dos desplumes para confirmar la promesa de que Yahvé entregará a Madián en su mano (6:36-40)
c. Una vez que los temerosos israelitas se han marchado, Dios ordena a Gedeón que baje a las aguas para reducir aún más sus fuerzas (7:1-8)
c'. Con el miedo todavía en el propio Gedeón, Dios le ordena a Gedeón que baje al campamento enemigo para escuchar al enemigo (7:9-11)
b'. Dios proporciona una señal a Gedeón con el sueño del madianita y su interpretación para confirmar la promesa de que Yahvé entregará a Madián en su mano (7:12-14)
a'. El adorado Gedeón moviliza sus 300 hombres para atacar por sorpresa a los madianitas, confiando plenamente en la promesa de Dios (7:15-18).
B'. La liberación de los madianitas por parte de Dios: la historia de dos batallas (7:19-8:21)
B1'. La primera batalla (Cisjordania) (7:19-8:3)
B2'. La segunda batalla (Transjordania) (8:4-21)
A'. Epílogo a Gedeón (8:22-32)

## El ejército de trescientos de Gedeón (7:1-18)

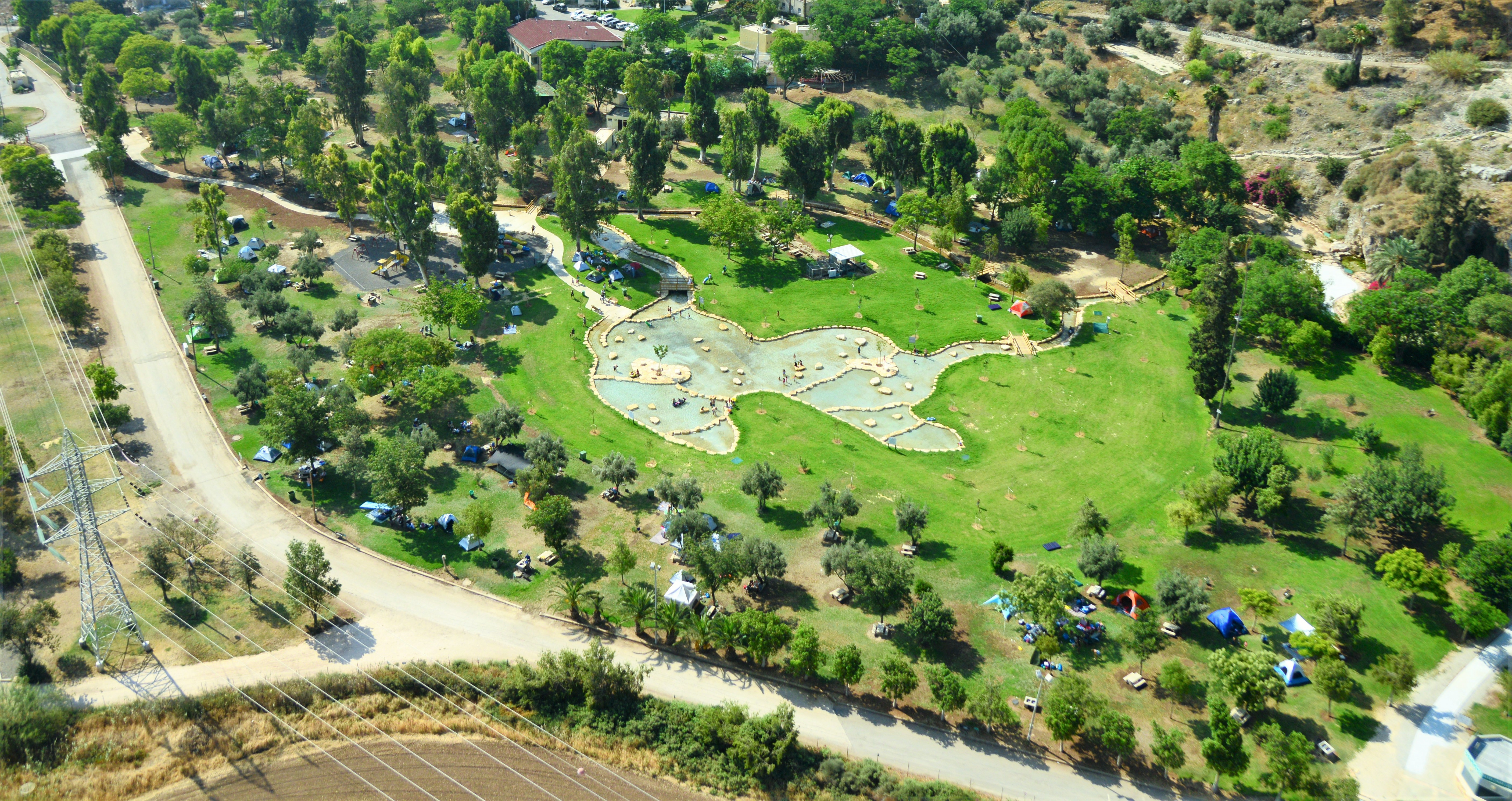
Vista general de Ma'ayan Harod («el Manantial de Harod»). A la derecha se puede véase la Cueva de Gedeón y las laderas del Monte Gilboa

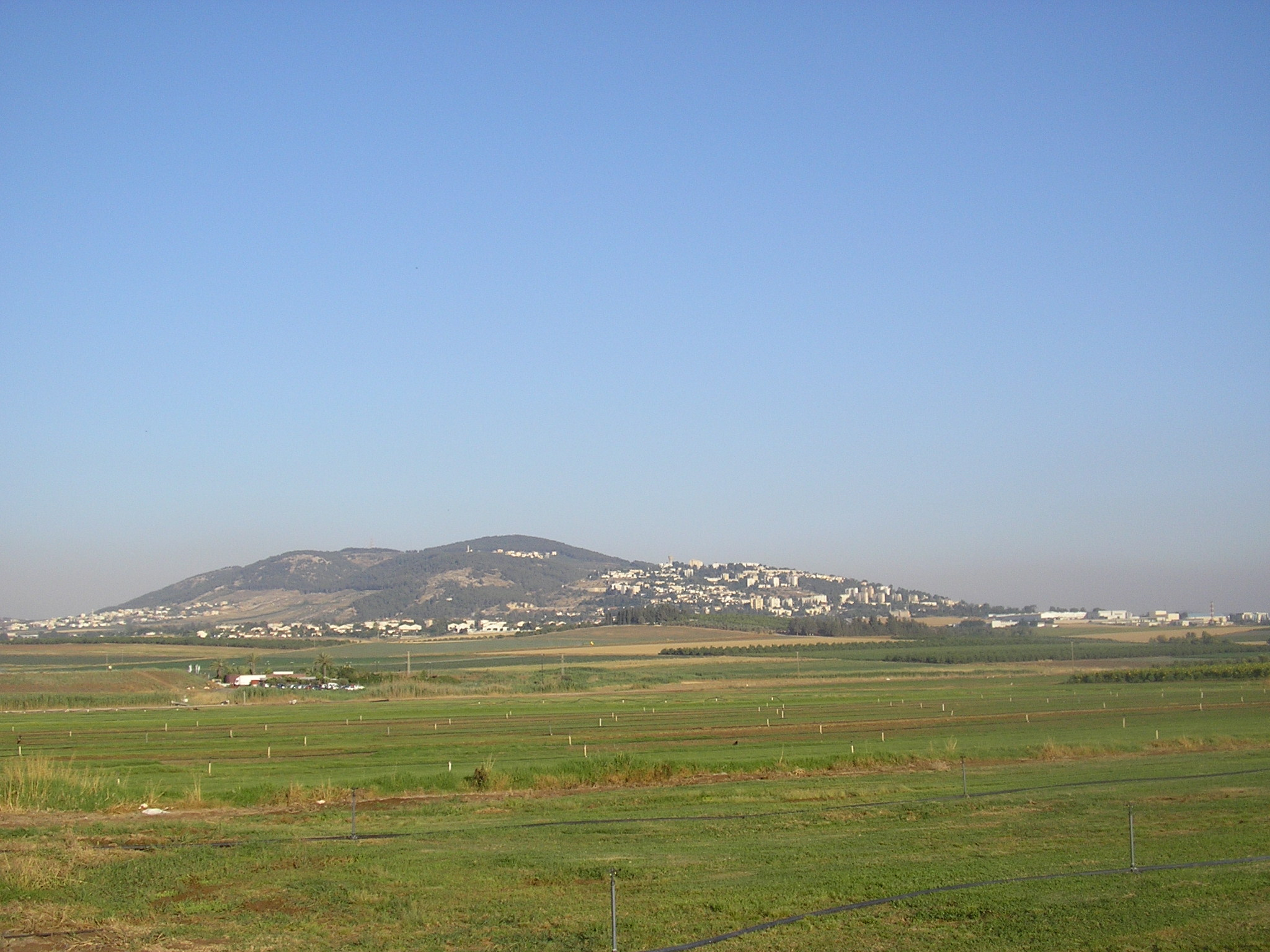
«Givat HaMoreh» («Colina de Moreh») al sur del Monte Tabor

Siguiendo Deuteronomio 20:5-7, Dios ordenó a los israelitas que permitieran a los temerosos volver a casa (Versículo 2). Esta batalla contra los madianitas no era una prueba de la destreza israelita sino de la gloria de Dios, por lo que los combatientes no tenían que ser numerosos. Dios utilizó una prueba del modo de beber para reducir la fuerza a sólo 300 hombres (Versículo 8), que eran los 'lapones' (cf. 2 Crónicas 25:7-8 y la
postura humilde de los reyes israelitas ante la guerra en 2 Crónicas 14:9-15; 12:6; 20:12; 16:8).

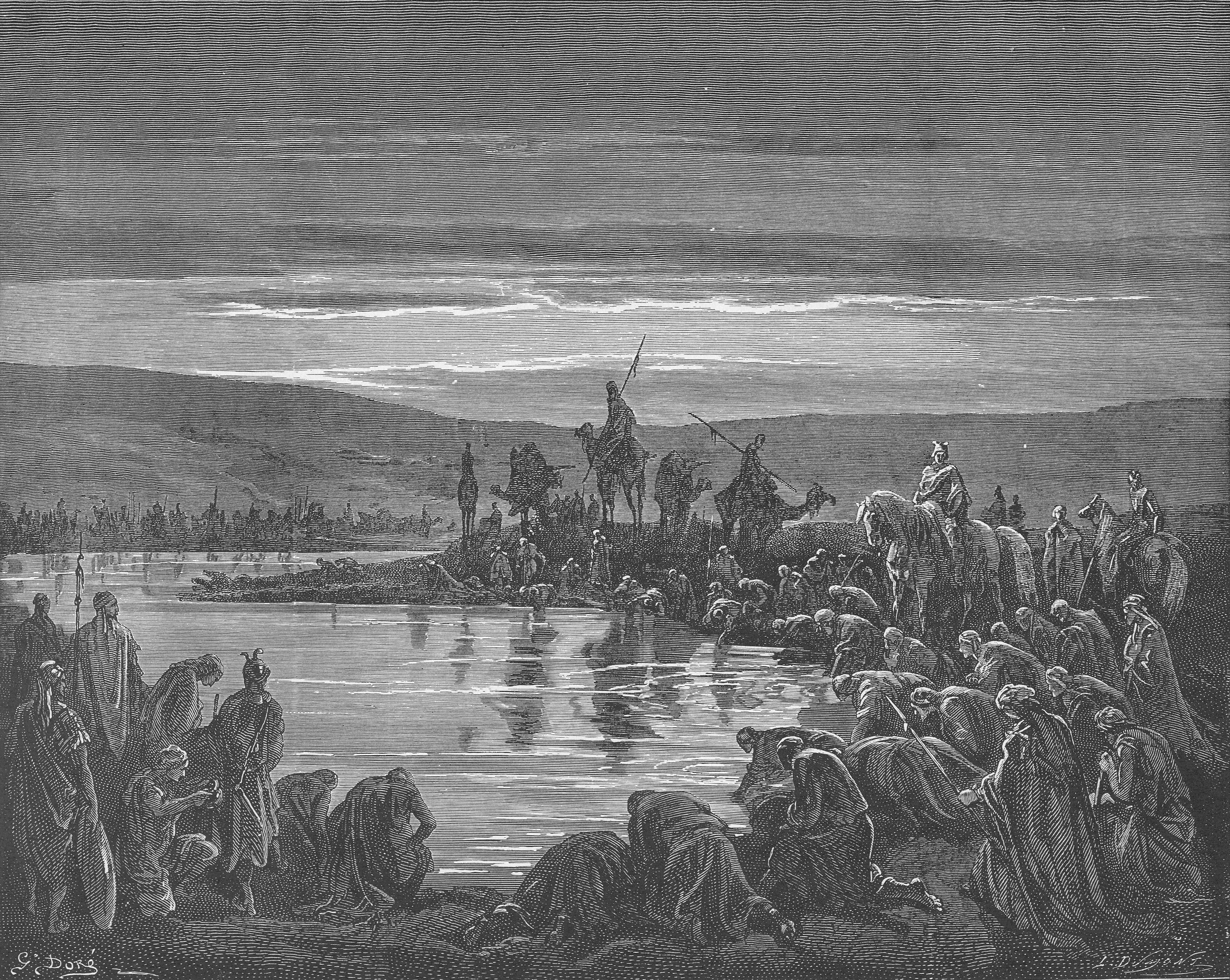
Gideon Elige 300 Soldados (Jueces 7:1-7). Biblia inglesa de Doré 1866. Pintura de Gustave Doré (1832-1883)

Durante la misión de reconocimiento de Gedeón antes de la batalla (un motivo bíblico común, cf. Números 13; Josué 2), Dios ofreció al 'siempre humilde y vacilante héroe'
Gedeón una señal positiva antes de la batalla: a través del sueño del enemigo que tenía un significado adivinatorio (cf. los sueños de José y sus interpretaciones de otros sueños en Génesis 37:5-7; 40:8-22; 41:1-36). Una sección en Jueces 6:36-40 sobre «un par de desplumados» complementa la sección en 7:12-14 (secciones C.b. y C.b'. en la estructura) que relata a dos madianitas (uno contando el sueño, otro interpretándolo) para animar a Gedeón a la acción.

### Versículo 1
Entonces Jerobaal, que es Gedeón, y todo el pueblo que estaba con él, se levantaron temprano y acamparon junto al pozo de Harod; de modo que el ejército de los madianitas estaba al norte de ellos, junto a la colina de Moreh, en el valle. 
- «El pozo de Harod» («Manantial de Harod»): situado al pie del monte Gilboa en el 'extremo oriental del valle de Jezreel', proporcionando una 'vista hacia el norte a través del valle desde el lado sur'. [20][21][22]
- «La colina de Moreh»: situada al norte del monte Gilboa en el valle de Jezreel, al sur del monte Tabor, a unos 8 millas (12,9 km) al noroeste del pozo de Harod. [20][22].[23]

La repetición de la ubicación de los madianitas en los versículos 1 y 8 delimita una sección de este pasaje.

#### Comentario a los versículos 1-7
Una de las enseñanzas principales que se repite en el relato es que la salvación del pueblo en momentos difíciles proviene de la intervención divina, no de la capacidad humana. Esto se ilustra de manera clara en la historia de Gedeón: su ejército inicial era demasiado grande, y si ganaba, podría atribuirse el mérito. Por ello, Dios le ordena reducir el número de soldados a solo trescientos hombres, con los cuales consigue una victoria decisiva. Este hecho subraya que Dios no escoge a los más poderosos o prometedores según los criterios humanos, sino que utiliza a quienes Él considera adecuados para que quede claro que la obra es suya. Así lo expresa San Pablo: «Dios eligió lo débil del mundo para confundir a los fuertes, y lo despreciable para destruir lo que es, de manera que nadie pueda gloriarse ante Él»

#### Comentario a los versículos 9-22
El Señor organiza los acontecimientos de manera que Gedeón reciba valor para enfrentar la batalla, permitiéndole escuchar un sueño interpretado en el campamento madianita. La visión de una hogaza de pan que derriba una tienda simboliza a los israelitas, agricultores asentados en la tierra, venciendo a los madianitas, nómadas representados por la tienda. Este sueño es interpretado como una señal de la inminente derrota de los madianitas ante Israel. En el momento crucial, trescientos hombres fueron suficientes para liberar a Israel de la amenaza que los madianitas y amalecitas habían representado por años. Gracias a la obediencia y confianza de Gedeón en Dios, avanzaron hacia el campamento enemigo armados únicamente con cántaros vacíos y antorchas. La victoria fue obra de Dios, quien confundió a los adversarios, haciéndolos luchar entre ellos mismos y huir aterrorizados. 

## Gedeón derrota a Madián (7:19-25)
.

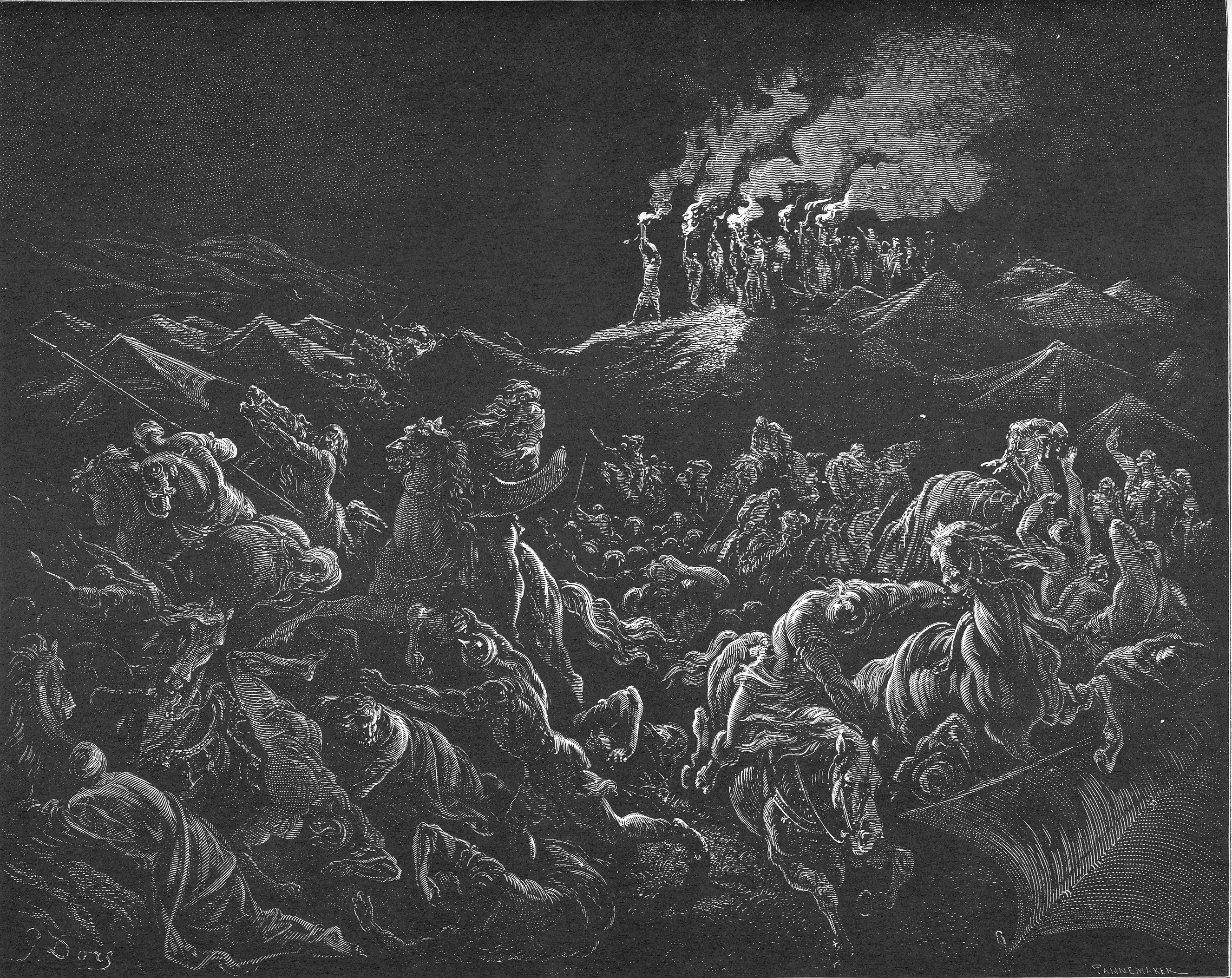
«Los madianitas son derrotados». Doré's English Bible 1866

Las instrucciones detalladas antes de la batalla y los instrumentos de guerra mencionados recuerdan la batalla de Jericó (Josué 6), incluidos los gritos, las trompetas, las antorchas y las tinajas rotas, que condujeron a la derrota del enemigo. Luego, como juez, Gedeón convocó a los miembros de las tribus de la confederación israelita para perseguir a los madianitas (Versículo 23; cf. Jueces 5:14-18). Para la operación final, Gedeón convocó a la tribu de Efraín, cuyo ejército capturó y decapitó a los comandantes madianitas Oreb y Zeeb (versículos 24-25).

### Versículo 25
Y capturaron a dos príncipes de los madianitas, Oreb y Zeeb. A Oreb lo mataron en la peña de Oreb, y a Zeeb lo mataron en el lagar de Zeeb. Persiguieron a Madián y llevaron las cabezas de Oreb y Zeeb a Gedeón al otro lado del Jordán. 
- «Príncipes» del hebreo śārîm, que también significa «líderes»,[30] o «generales».[31]
- «Oreb» significa «cuervo», mientras que «Zeeb» significa «lobo»,[30]}[31] aludiendo a los madianitas como 'carroñeros y depredadores de Israel'.[32] Los escenarios de su ejecución: Oreb sobre una 'roca' y Zeeb en un 'lagar' pueden recordar el lagar y la roca en Ofra donde Gedeón fue llamado por Dios para liberar a los israelitas de los madianitas (6:11-20).[30]
- «Al otro lado del Jordán»: Al parecer, Gedeón y su ejército habían cruzado el Jordán para perseguir a los madianitas, y luego los efraimitas siguieron su ejemplo, trayendo las cabezas de Oreb y Zeeb a Gedeón.[31]

#### Comentarios a los versículos 7:23 -8:28
El relato destaca comportamientos claramente reprobables, que incluso en la época de redacción del libro eran condenados por el autor. En el contexto de la revelación de Dios, el lector tampoco duda de su inmoralidad. Por ello, el texto adopta un tono irónico: aunque Dios, en su empeño por salvar a su pueblo, suscitaba jueces dotados de sus dones, éstos llevaban vidas marcadas por la violencia y el desenfreno. Sus acciones, lejos de glorificar a Dios, se convertían en un «cebo» para ellos mismos, es decir, en motivo de su propia ruina.